# 中村楓
中村 楓（なかむら かえで、1991年8月3日 - ）は、岩手県岩手郡岩手町出身の女子サッカー選手。WEリーグ・サンフレッチェ広島レジーナ所属。ポジションはディフェンダー。兄は藤枝順心高等学校サッカー部監督の中村翔。

## 来歴

### ユース
岩手県出身。2006年にU-15日本代表候補に選出されている。高校は宮城県の常盤木学園高校に入学する。在学中、全日本女子ユース (U-18)サッカー選手権大会を連覇した。

### シニア
アルビレックス新潟レディース
2010年、アルビレックス新潟レディースに入団、同時に新潟医療福祉大学健康スポーツ学科に入学してサッカー部に入部した。なでしこリーグ第1節よりスタメンでデビューする。
2014年1月、トレーニングで負傷し、右距骨骨軟骨損傷の診断を受け手術を行い、リーグ戦の出場はなかった。
2016年からチームのキャプテンになった。
2017年10月7日、伊賀FCくノ一戦でなでしこリーグ通算100試合出場を達成した。
2018年6月、試合中に負傷し、右ひざ前十字靭帯損傷及び外側半月板損傷の診断を受け手術を行った。翌年復帰するも、9月に試合中に負傷し、左ひざ前十字靭帯損傷の診断を受け手術を行った。
サンフレッチェ広島レジーナ
2021年、11年間所属したアルビレックス新潟レディースから、サンフレッチェ広島レジーナに完全移籍。

### 代表
2010年、U-20サッカー日本女子代表候補に選出された。
2013年には、新潟医療福祉大学サッカー部女子部員として、2013年夏季ユニバーシアードのユニバーシアード日本女子代表に選出され、5位となった。同年9月、なでしこジャパンに初選出された。
2017年2月、なでしこジャパンに選出され、アルガルヴェ・カップ2017の全4試合中3試合にフル出場した。同年3月、キリンチャレンジカップのメンバーとして、代表に選出された。同年7月、アメリカ遠征メンバーに選出された が、怪我のため辞退した。同年10月、北川ひかるの怪我による離脱を受けて、MD＆ADカップ2017に出場する代表に追加召集された。

## 所属クラブ
- 沼宮内サッカースポーツ少年団
- 盛岡ゼブラレディース
- 2007年 - 2009年 常盤木学園高等学校
- 2010年 - 2020年 アルビレックス新潟レディース
- 2021年 - 現在 サンフレッチェ広島レジーナ

## 個人成績

### クラブ
| クラブ                       | シーズン | リーグ      | 背番号 | リーグ戦 | リーグ戦 | カップ戦 | カップ戦 | リーグ杯 | リーグ杯 | AFC  | AFC  | 合計 | 合計 |
| クラブ                       | シーズン | リーグ      | 背番号 | 出場     | 得点     | 出場     | 得点     | 出場     | 得点     | 出場 | 得点 | 出場 | 得点 |
| ---------------------------- | -------- | ----------- | ------ | -------- | -------- | -------- | -------- | -------- | -------- | ---- | ---- | ---- | ---- |
| 常盤木学園高校               | 2008     | —           | 19     | —        | —        | 0        | 0        | —        | —        | —    | —    | 0    | 0    |
| 常盤木学園高校               | 2009     | —           | 7      | —        | —        | 3        | 0        | —        | —        | —    | —    | 3    | 0    |
| 常盤木学園高校               | 通算     | 通算        | 通算   | 0        | 0        | 3        | 0        | 0        | 0        | 0    | 0    | 3    | 0    |
| アルビレックス新潟レディース | 2010     | なでしこ    | 23     | 12       | 0        | 1        | 0        | 0        | 0        | —    | —    | 13   | 0    |
| アルビレックス新潟レディース | 2011     | なでしこ    | 23     | 4        | 0        | 4        | 0        | —        | —        | —    | —    | 8    | 0    |
| アルビレックス新潟レディース | 2012     | なでしこ    | 13     | 18       | 0        | 1        | 0        | 5        | 0        | —    | —    | 24   | 0    |
| アルビレックス新潟レディース | 2013     | なでしこ    | 13     | 18       | 0        | 4        | 0        | 4        | 0        | —    | —    | 26   | 0    |
| アルビレックス新潟レディース | 2014     | なでしこ    | 13     | 0        | 0        | 2        | 0        | —        | —        | —    | —    | 2    | 0    |
| アルビレックス新潟レディース | 2015     | なでしこ1部 | 13     | 12       | 0        | 5        | 0        | —        | —        | —    | —    | 17   | 0    |
| アルビレックス新潟レディース | 2016     | なでしこ1部 | 3      | 18       | 1        | 5        | 0        | 8        | 1        | —    | —    | 31   | 2    |
| アルビレックス新潟レディース | 2017     | なでしこ1部 | 3      | 18       | 0        | 3        | 0        | 5        | 0        | —    | —    | 26   | 0    |
| アルビレックス新潟レディース | 2018     | なでしこ1部 | 3      | 9        | 0        | 0        | 0        | 7        | 0        | —    | —    | 16   | 0    |
| アルビレックス新潟レディース | 2019     | なでしこ1部 | 3      | 5        | 0        | 0        | 0        | 6        | 1        | -    | -    | 11   | 1    |
| アルビレックス新潟レディース | 2020     | なでしこ1部 | 3      | 4        | 0        | 0        | 0        | —        | —        | —    | —    | 4    | 0    |
| アルビレックス新潟レディース | 通算     | 通算        | 通算   | 118      | 1        | 25       | 0        | 35       | 2        | 0    | 0    | 178  | 3    |
| サンフレッチェ広島レジーナ   | 2021-22  | WE          | 4      | 20       | 0        | 2        | 0        | —        | —        | —    | —    | 22   | 0    |
| サンフレッチェ広島レジーナ   | 2022-23  | WE          | 4      | 13       | 0        | 2        | 0        | 3        | 0        | —    | —    | 18   | 0    |
| サンフレッチェ広島レジーナ   | 2023-24  | WE          | 4      | 0        | 0        | 0        | 0        | 0        | 0        | -    | -    | 0    | 0    |
| サンフレッチェ広島レジーナ   | 2024-25  | WE          | 4      | 5        | 0        | 1        | 0        | 6        | 0        | -    | -    | 12   | 0    |
| サンフレッチェ広島レジーナ   | 2025/26  | WE          | 4      |          |          |          |          |          |          | -    | -    |      |      |
| サンフレッチェ広島レジーナ   | 通算     | 通算        | 通算   | 38       | 0        | 5        | 0        | 9        | 0        | 0    | 0    | 52   | 0    |
| 通算                         | 日本     | 日本        | 1部    | 156      | 1        | 30       | 0        | 44       | 2        | 0    | 0    | 230  | 3    |
| 通算                         | 日本     | 日本        | その他 | 0        | 0        | 3        | 0        | 0        | 0        | 0    | 0    | 3    | 0    |
| 総通算                       | 総通算   | 総通算      | 総通算 | 156      | 1        | 33       | 0        | 44       | 2        | 0    | 0    | 233  | 3    |

- 日本女子サッカーリーグ
  - 初出場 - 2010年4月4日 なでしこリーグ 第1節 INAC神戸レオネッサ戦 (三木総合防災公園陸上競技場)[26]
  - 初得点 - 2016年10月10日 なでしこリーグ1部 第16節 コノミヤ・スペランツァ大阪高槻戦 (デンカビッグスワンスタジアム)[26]
- WEリーグ
  - 初出場 - 2021年9月12日 第1節 ちふれASエルフェン埼玉戦 (熊谷スポーツ文化公園陸上競技場)[27]

### 代表
- 2017年3月3日 - 日本女子代表初出場 -  アイスランド戦（アルガルヴェ・カップ2017、ポルトガル・パルシャル（英語版））

#### 主な選出歴
- U-15日本女子代表候補
- U-20日本女子代表候補
- ユニバーシアード日本女子代表
  - 2013年夏季ユニバーシアード
- 日本女子代表
  - アルガルヴェ・カップ2017

#### 試合数
| 日本代表 | 国際Aマッチ | 国際Aマッチ |
| 年       | 出場        | 得点        |
| -------- | ----------- | ----------- |
| 2017     | 3           | 0           |
| 通算     | 3           | 0           |

#### 出場試合
| 出場試合一覧 | 出場試合一覧 | 出場試合一覧     | 出場試合一覧                 | 出場試合一覧 | 出場試合一覧 | 出場試合一覧 | 出場試合一覧             | 出場試合一覧 |
| #            | 開催日       | 開催都市         | スタジアム                   | 対戦国       | 結果         | 監督         | 大会                     | 出典         |
| ------------ | ------------ | ---------------- | ---------------------------- | ------------ | ------------ | ------------ | ------------------------ | ------------ |
| 1.           | 2017年3月3日 | パルシャル       | ベラ・ヴィスタ市営スタジアム | アイスランド | ○ 2-0        | 高倉麻子     | アルガルヴェ・カップ2017 | [ 28 ]       |
| 2.           | 2017年3月6日 | ファロ ／ ローレ | エスタディオ・アルガルヴェ   | ノルウェー   | ○ 2-0        | 高倉麻子     | アルガルヴェ・カップ2017 | [ 29 ]       |
| 3.           | 2017年3月8日 | ファロ ／ ローレ | エスタディオ・アルガルヴェ   | オランダ     | ● 2-3        | 高倉麻子     | アルガルヴェ・カップ2017 | [ 30 ]       |

## タイトル

### クラブ
- 常磐木学園高等学校
  - 全日本女子ユース (U-18)サッカー選手権大会：2回（2007、2008）
  - 全日本高等学校女子サッカー選手権大会: 1回 (2008)

- サンフレッチェ広島レジーナ
  - 　WEリーグカップ: 2回　(2023-24、2024-25)